# Terra Indígena Sororó
A Terra Indígena Sororó é uma terra indígena localizada no estado brasileiro do Pará. Regularizada e tradicionalmente ocupada, tem uma área de 26 257 hectares e uma população de 332 pessoas, do povo Suruí do Pará.